# Motelo al kion
El motelo al kion es un plato típico de las comunidades nativas de la amazonía del Perú.

## Historia
El motelo al kion tuvo su origen en las comunidades amerindias de los cocamas en las orillas de la ribera de los ríos y lagunas, su consumo inició con las celebraciones patronales hacia algún santo de religión católica, debido a la evangelización.

## Descripción
Tiene su base en la carne del Chelonoidis denticulata, que es conocido como motelo por los nativos y ribereños de la amazonia, junto a trozos de jengibres llamado kion por los locales, en la actualidad es considerado una comida para celebraciones importantes, por lo costoso de la carne, por la dificultad de la manera de conseguir la carne y su alto valor nutricional, en algunas ocasiones operadores de tráfico ilegal de animales silvestres capturan motelos para venderlos en los mercados, por lo que ocasiona un impacto ambiental ante el creciente consumo del plato, esta situación llevó a los especímenes del Chelonoidis denticulata al borde del peligro de extinción.